# Tungkal IV Kota
Tungkal IV Kota is een bestuurslaag in het regentschap Tanjung Jabung Barat van de provincie Jambi, Indonesië. Tungkal IV Kota telt 11.732 inwoners (volkstelling 2010).